# Bowling klub TNT Velika Gorica
Bowling klub "TNT" (BK "TNT"; TNT Velika Gorica; TNT) je bowling klub iz Velike Gorice, Zagrebačka županija, Republika Hrvatska. 
 
Klub se natječe redovito u "Hrvatskoj bowling ligi". 

## O klubu
Bowling klub "TNT" je posnovan 2015. godine, ali počeci kluba su u 2013. godini, te se klub redovito natječe u Hrvatskoj bowling ligi, Kupu i ostalim natjecanjima u bowlingu. 
 
Zbog nepostojanja odgovarajuće bowling kuglane u Velikoj Gorici te jedno vrijeme i u Zagrebu, igrači "TNT-a" su za treninge i utakmice koristili bowling kuglane u Varaždinu, Osijeku i Sevnici u Sloveniji. 

## Uspjesi

### Ekipno
Kup Hrvatske
- drugoplasirani: 12020.

## Vanjske poveznice
- Tnt Bowling Klub, facebook
- kuglanje.hr, Bowling klub TNT - 820005
- zg-kuglanje.hr, Vijesti iz bowlinga